# Papas fritas de pollo BK
Las papas fritas de pollo BK son un producto de pollo frito vendido por la cadena internacional de restaurantes de comida rápida Burger King. En el momento de su introducción en 2005, la empresa pretendía que las papas fritas de pollo fueran uno de sus productos más grandes, orientados a los adultos y elaborados con ingredientes de mayor calidad que los de su menú estándar. Además, el producto se dirigía a los mercados de aperitivos y alimentos preparados con un diseño de envase específico que pretendía ser más fácil de manejar y caber en los portavasos de los automóviles. El producto formaba parte de una serie de introducciones diseñadas para ampliar el menú de Burger King con platos más sofisticados y presentar un producto más grande y carnoso que atrajera a los hombres de 24 a 36 años. Con esta serie de productos de menú más grandes y complejos, la empresa pretendía atraer a un público adulto más amplio y acomodado que estuviera dispuesto a gastar más en productos de mejor calidad. Se dejaron de vender en Estados Unidos en 2012, pero siguieron vendiéndose en algunos mercados, como Italia. En agosto de 2014, se reintrodujeron como oferta limitada en Norteamérica, lo que llevó a su reincorporación permanente al menú en marzo de 2015 en más de 30 países de todo el mundo.
Como una de las principales ofertas de la empresa, las papas fritas de pollo son a veces el centro de la publicidad de productos de la empresa. Los anuncios originales fueron creados por la empresa Crispin, Porter + Bogusky y fueron objeto de críticas y acciones legales por parte de la banda de nu metal Slipknot por reclamos de derechos de propiedad intelectual, mientras que los programas publicitarios posteriores iniciaron a la empresa en una nueva dirección de publicidad digital y multimedia. Con la reintroducción del producto en América del Norte en 2014 y 2015, Burger King utilizó una fuerte campaña en las redes sociales para ayudar a atraer a los fans del producto de nuevo a los restaurantes. La empresa también ha recurrido en gran medida a los vínculos del producto con la NFL, la NCAA y la NASCAR para promocionar el producto entre diferentes grupos demográficos. A pesar de que el producto ha sido una parte importante del menú durante la mayor parte de una década, Burger King ha lanzado muy pocas variantes del producto, la primera de ellas en el verano de 2015. A pesar de ser una línea de productos importante en la cartera de la empresa, Burger King ha registrado muy pocas marcas mundiales, si es que ha registrado alguna, para proteger su inversión en el producto.

## Historia
Las papas fritas con pollo BK se introdujeron en 2005 como parte de una ampliación del menú diseñada para satisfacer a un grupo demográfico más adulto que buscaba platos que fueran más allá de la comida rápida estándar. En el momento de la introducción, Burger King se dirigía a un grupo demográfico que identificaba como el «superfan», un grupo formado por hombres de entre 18 y 34 años que comían en restaurantes de comida rápida varias veces a la semana. Además, la cadena estaba añadiendo otros productos, como los sándwiches TenderGrill, TenderCrisp y Angus, diseñados para ofrecer menús más complejos que aumentaran el precio medio de la cuenta y ampliaran su oferta en el mercado de la comida rápida. El producto dejó de comercializarse en enero de 2012 y fue sustituido por la versión de tiras de pollo de Burger King en marzo de ese año.
Tras la retirada de las papas fritas de pollo, los fans del producto pidieron su reincorporación en foros como Reddit; Business Insider señaló que son uno de los 17 productos de comida rápida más solicitados que la gente querría ver de nuevo en los menús. Los fans del producto también crearon varias cuentas en las redes sociales dedicadas a la vuelta de las papas fritas de pollo en Facebook, Twitter, y Tumblr. Además, se creó una petición en Change.org para pedir a Burger King que reincorporara el producto a su menú. El sitio web de Perez Hilton declaró que las papas fritas de pollo son uno de los muchos productos que nunca volverán,  mientras que el cómico Daniel Tosh presentó un sketch durante uno de los segmentos de su programa, Tosh.0, sobre el regreso del producto. Se volvieron a lanzar en agosto de 2014 como una oferta de tiempo limitado (LTO en inglés). El regreso del producto se encontró con una reacción favorable de aquellos que abogaban por que las patatas fritas de pollo volvieran al menú de Burger King. También hubo decepción por parte de estos grupos debido a la condición del producto como una oferta por tiempo limitado. En marzo de 2015, Burger King reincorporó permanentemente las papas fritas de pollo al menú en una gran expansión internacional del menú en treinta países.
El producto recibió una gran atención en Internet tras su interrupción; en su punto álgido, el producto se mencionaba de una forma u otra una media de una vez cada 40 segundos. En su informe de resultados del tercer trimestre de 2014, Burger King admitió que la atención masiva de las redes sociales fue una de las principales razones por las que recuperó el producto. La reacción positiva a la reintroducción incluyó más de un millón de menciones en Twitter. Esto se unió a un gran impulso por parte de la empresa para utilizar las redes sociales como una herramienta de marketing gratuita para los millennials, que utilizan abrumadoramente los medios interactivos para comunicarse y prefieren las empresas que utilizan estas herramientas.
Además de la demanda del producto por parte de los clientes, otra razón importante para la reintroducción se debió a un aumento significativo del coste de la carne de vacuno. Durante los meses previos a la reintroducción de las Papas Fritas con Pollo, las existencias de ganado disponibles habían disminuido desde que el USDA empezó a llevar registros en 1973. Esta escasez de carne picada provocó un repunte del precio de la carne de vacuno hasta alcanzar máximos históricos en junio de 2014, según la Oficina de Estadísticas Laborales. Además, la creciente competencia de McDonald's, Wendy's y otras cadenas del sector de la comida rápida impulsó a Burger King a aumentar las ventas introduciendo nuevos productos de líneas similares. Dos grandes competidores habían estado renovando sus menús con productos como variaciones del McDouble de McDonald's y sándwiches basados en bollos estilo pretzel de Wendy's.
La tercera razón por la que se reintrodujo el producto fue el nuevo enfoque que la empresa estaba adoptando en relación con los productos LTO: en lugar de sacar al mercado un gran número de productos que solo pueden atraer a un público reducido, la empresa añadiría un número más reducido de productos que tuvieran un atractivo más amplio en el mercado.  Las papas fritas con pollo formaban parte de ese objetivo, y la reintroducción se basó en un triple enfoque: su intención declarada de introducir productos entre los que tendrían más impacto, un intento de atraer a los millennials mediante campañas centradas en las redes sociales y la utilización de un antiguo producto de su cartera que la empresa probablemente debería haber considerado antes de retirarlo. La idea de reintroducir productos antiguos resulta atractiva para empresas como Burger King y McDonald's porque, desde el punto de vista operativo, es más fácil que lanzar un producto completamente nuevo, ya que permite a la empresa utilizar publicidad más antigua junto con su cadena de suministro ya establecida para suministrar los ingredientes del producto. Las ofertas por tiempo limitado permiten a las cadenas introducir «nuevos» productos en el menú sin añadir complejidad permanente a sus operaciones de cocina.
La reintroducción de las papas fritas con pollo resultó ser una decisión fortuita para Burger King, ya que el aumento de las ventas resultante supuso un incremento de los beneficios cada vez que se añadían al menú. La reintroducción en 2014 fue un éxito rotundo para la empresa, ya que ayudó a Burger King a lograr un aumento de las ventas nacionales comparables en el mismo establecimiento del 3,1% en 2014. En el lado opuesto, McDonald's informó de un descenso del 4% para el mismo período en sus ventas nacionales en el mismo establecimiento, que el competidor atribuyó a la «agresiva actividad competitiva en curso. El éxito de la reintroducción de 2015 ayudó de nuevo a la cadena a publicar cifras financieras positivas, con la compañía informando de que la reintroducción de las papas fritas de pollo fue uno de los tres factores que ayudaron a impulsar el crecimiento de las ventas comparables en el mismo establecimiento en el segundo trimestre de 2015 en un 7,9%. Una vez más, su acérrimo rival McDonald's informó de que sus ventas comparables en el mismo establecimiento cayeron un 2 % en el mismo periodo de tiempo en EE. UU., ya que sus promociones no cumplieron las previsiones de los analistas financieros.

## Descripción del producto

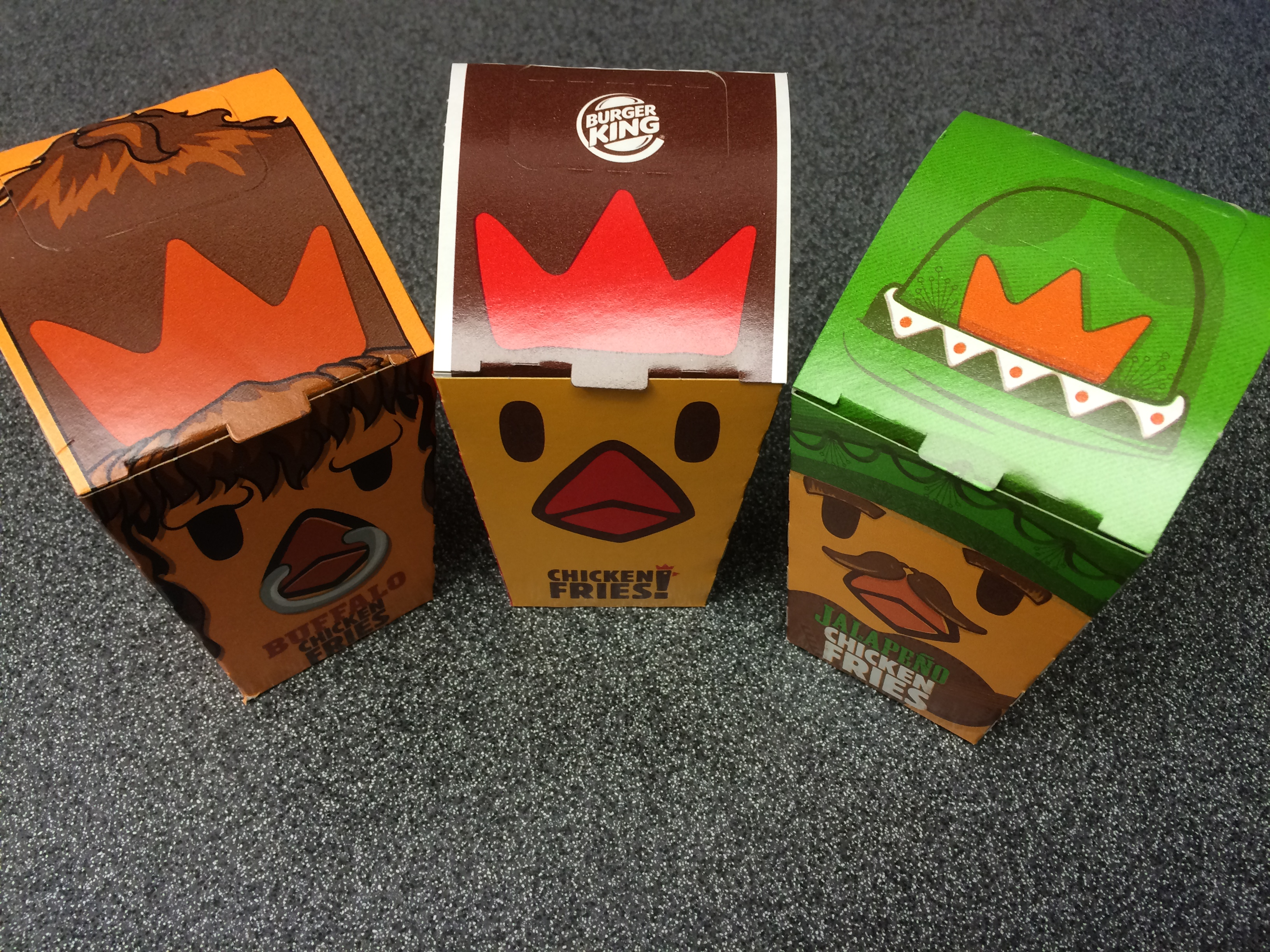
Dos sabores promocionales de papas fritas de pollo BK junto con el producto estándar: (de izquierda a derecha) estilo búfalo, normal y jalapeño.

Las papas fritas de pollo BK son tiras de pollo empanizadas y fritas,  y estaban disponibles en tres tamaños durante su periodo de disponibilidad inicial: raciones de seis, nueve y doce piezas. Los tamaños de tres y treinta y seis piezas estaban disponibles como ofertas por tiempo limitado (LTO). El tamaño más pequeño se vendía a la carta, mientras que la porción más grande podía comprarse como opción de comida. Aunque su público principal eran los adultos, como las madres futbolistas o las personas que se desplazan al trabajo, en Estados Unidos hubo un tiempo en que se ofrecía una opción de comida para niños que incluía un pedido de seis piezas del producto. El producto reeditado en 2014 solo estaba disponible en porciones de nueve unidades, a un precio recomendado de 2,89 dólares.
En el verano de 2015, un LTO introdujo una variante picante, llamada Fiery Chicken Fries, además de la oferta estándar; el producto presentaba un empanado picante con una mezcla de pimienta de cayena, pimienta negra y otras especias que sustituía al recubrimiento normal. El producto fue la primera variante de las papas fritas de pollo BK añadida al menú de la compañía. En el desarrollo del producto, el director de marketing de Burger King declaró que una vez que los probadores de sabor describieron el producto como «picante como la mierda», la compañía se dio cuenta de que tenía la mezcla de especias correcta. La venta del producto se limitaría a un período de un mes, pero la compañía declaró que si las ventas eran lo suficientemente exitosas consideraría extender la disponibilidad más allá del marco de tiempo inicial.
Para acompañar la reintroducción del producto en 2015, la cadena lanzó una nueva salsa llamada simplemente Chicken Fry Sauce. El nuevo condimento no recibió mucha publicidad, y casi toda la promoción se hizo a través de las cuentas de redes sociales de la empresa en Twitter y Facebook. La salsa se describe como una combinación de salsa barbacoa y mostaza con miel, y Burger King la describe como «la salsa de todas las salsas». Las publicaciones de la empresa iban acompañadas del hashtag #AskForTheSauce.

### Empaque

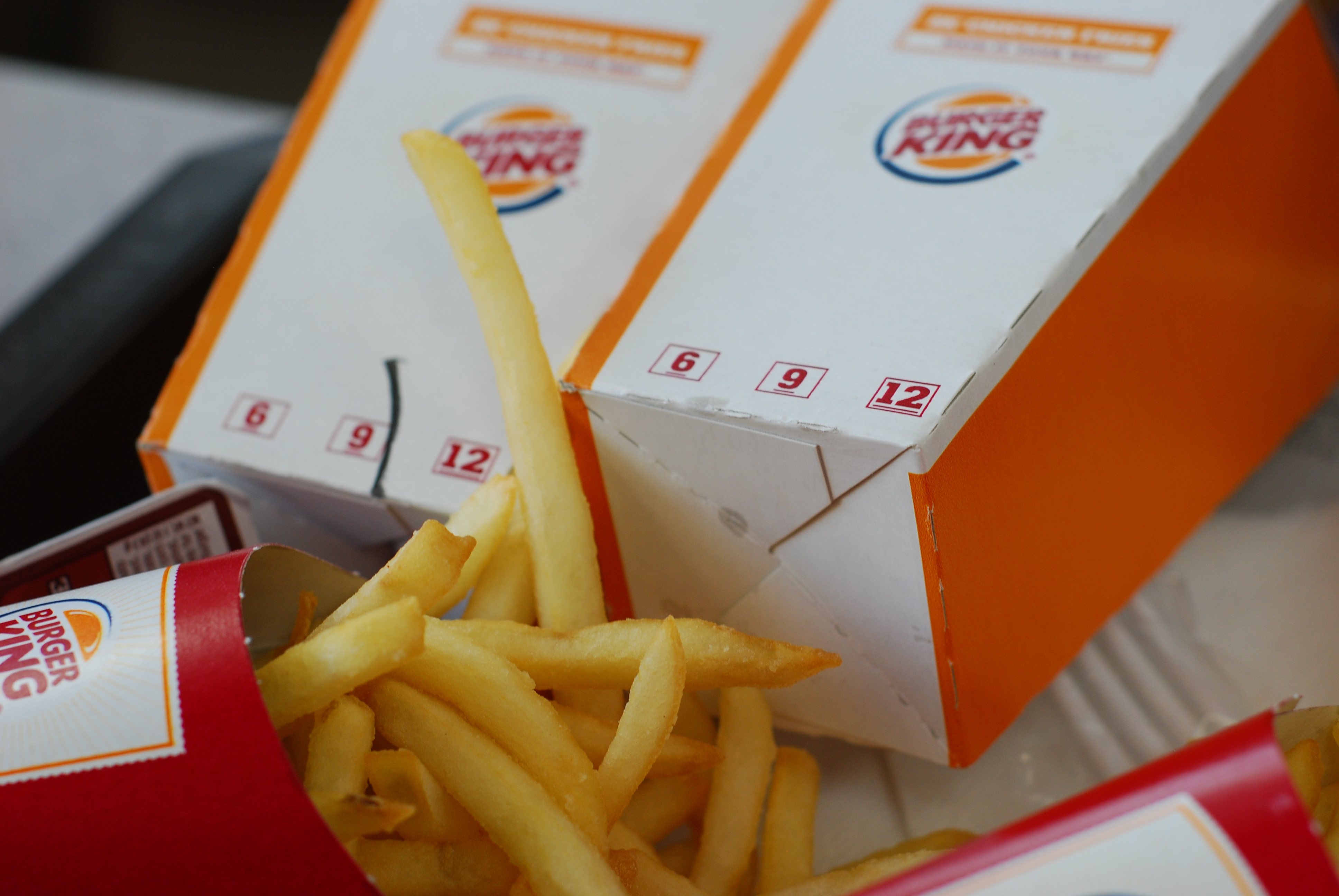
Los productos FryPod y BK Chicken Fries, dos ejemplos de envases de Burger King diseñados para caber en un portavasos.

Parte del formato del producto estaba en su envase, diseñado para caber en el portavasos de un coche. La caja de Papas Fritas de Pollo BK, aunque de forma cuadrada, cabe cómodamente en el portavasos y su parte superior, al abrirse, forma una pequeña bandeja diseñada para contener salsa para mojar. Burger King atribuye al diseño de esta caja el haber contribuido a que sus papas fritas de pollo se convirtieran en el producto de pollo para adultos más popular de Estados Unidos en aquel momento. Dado que la mayor parte del negocio de la industria de la comida rápida consiste en comida para llevar o en autoservicio, esto permitió al comprador de comida preparada conducir y comer con poco esfuerzo. Con la introducción de las papas fritas de pollo BK, BK empezó a adaptar algunos de los envases de otros productos para que también pudieran colocarse en el portavasos de un automóvil. Además del envase de las papas fritas de pollo, la empresa añadió un envase redondo para patatas fritas, patentado y con marca registrada, al que denomina «FryPod», que es un vaso de papel fabricado con un 50% de materiales reciclados que también está diseñado para caber en el portavasos de un automóvil. El diseño del envase ganó una mención honorífica en un concurso de diseño de la industria del envasado organizado por la división de restaurantes de servicio rápido del Foodservice and Packaging Institute en 2007.
La promoción Fiery Chicken Fries de 2015 introdujo una variante de envase con nuevos gráficos. La imagen que aparece en la caja es la de un pollo enfadado con una máscara al estilo de la Lucha Libre. Otras variantes de envasado que han aparecido a lo largo de los años han sido las relacionadas con la NFL y Bob Esponja.

## Publicidad

### Coq Roq
CoqRoq, también deletreado COQ ROQ, fue un programa publicitario creado a finales de 2004 para Burger King por la empresa de publicidad con sede en Miami Crispin Porter + Bogusky (CP+B). Coq Roq era un grupo ficticio de «rooster metal» (aunque compuesto por varios músicos de la vida real) con su propio sitio web y contenidos asociados. El «estilo» musical de la banda se clasificó como rock n' roll con aires punk , thrash o nu metal. La campaña incluía un sitio web de marketing viral, campañas televisivas e impresas y una página ficticia en MySpace. El programa era similar a otras campañas de marketing creadas por CP+B para Burger King, entre ellas Subservient Chicken, Ugoff y Sith Sense.
Según Tom Zukoszki, empleado de CP+B, los antecedentes ficticios del grupo eran que habían firmado con Burger King en lugar de con una gran discográfica. Como parte de la promoción, se grabó un LP de cuatro canciones, se produjeron dos vídeos musicales y se planeó una gira nacional (por Estados Unidos). La gira tuvo que cancelarse porque el actor que interpretaba al cantante principal, un ciudadano canadiense, no podía entrar en Estados Unidos porque tenía antecedentes penales en su país de origen.

#### Miembros
- Fowl Mouth: voz[37][38][39]
- The Talisman: guitarra solista[37][39]
- Kabuki: guitarra rítmica[37][39]
- Free Range: bajo[37][38][39]
- Sub-Sonic: batería[37][39]
- Firebird: respirador de fuego[37][39]

### Reintroducción en 2014
La reintroducción del producto en 2014 contó con una primicia para la empresa, una promoción centrada principalmente en lo digital y dirigida por la agencia de medios online de la empresa, Code and Theory. Para iniciar la promoción, la empresa anunció la próxima reintroducción unas semanas antes de que el producto saliera a la venta con el simple tuit «Tú preguntaste. Nosotros respondemos. #ChickenFriesAreBack. La empresa también amplió su presencia en las redes sociales específicamente para la promoción de las papas fritas de pollo, añadiendo nuevas cuentas de Tumblr y Snapchat a sus redes sociales. En lugar de gastar capital en una campaña publicitaria tradicional de varias semanas en varios medios de comunicación, la idea era que los leales al producto difundieran la noticia por una fracción del coste de la publicidad tradicional.
En lugar de producir una nueva serie de anuncios en televisión, la cadena reutilizó los anuncios producidos originalmente por Crispin, Porter + Bogusky de la tirada inicial del producto. Estos anuncios sólo se emitían los jueves, específicamente para el meme de las redes sociales conocido como Throwback Thursday (o TBT), eventos que presentan historias o acontecimientos personales históricos que se emiten habitualmente en varios sitios como Facebook o Instagram. El único cambio importante en los anuncios fue la adición del hashtag #TBT en la esquina inferior izquierda del vídeo.
Una vez finalizado el periodo promocional, Burger King recibió numerosas quejas de los fans de las papas fritas de pollo a través de redes sociales como Twitter y Facebook. Una de las principales formas en que la empresa respondió fue a través de respuestas personalizadas a estos mensajes. En lugar de utilizar una respuesta automatizada que pegara un mensaje estandarizado en los feeds de Twitter de la gente, la empresa empleó en su lugar a varios empleados para responder personalmente a los clientes que expresaban su descontento sobre la naturaleza LTO de la introducción de 2014. Toda la promoción de Chicken Fries de 2014 representó un cambio importante en la actitud hacia la publicidad de Burger King, pasando de una estructura publicitaria más tradicional a una centrada casi por completo en los medios de comunicación basados en la tecnología digital. Este cambio se produjo con bastante rapidez, en un periodo de entre doce y dieciocho meses antes de la reintroducción de las patatas fritas de pollo en el menú de la cadena. Junto con la nueva empresa de publicidad, se contrató a un nuevo director de marketing digital y redes sociales procedente de la empresa de cosméticos L'Oréal, lo que aumentó la influencia del equipo de publicidad digital dentro de la cadena.

### Reintroducción en 2015
La publicidad para la reintroducción permanente de las Papas Fritas con Pollo a principios de 2015 volvió a girar en torno a una gran campaña en medios digitales dirigida por su nueva empresa de publicidad David. Sin embargo, a diferencia de la promoción de 2014, orientada casi exclusivamente a los medios digitales, la de 2015 se acompañó de una importante campaña televisiva y mediática vinculada al torneo anual de baloncesto masculino de la División I de la NCAA.  En la ciudad anfitriona de Indianápolis, Burger King patrocinó vehículos todoterreno con la marca Papas Fritas de pollo para dar paseos gratuitos a los visitantes. Una serie de anuncios para el producto y la promoción de sándwiches de la empresa de 2 por 5 dólares durante el torneo con la etiqueta #WatchLikeaKing, junto con una serie de comidas para niños con la marca de la NCAA.
En el frente digital, la empresa utilizó una estrategia de marketing viral protagonizada por una gallina llamada Gloria. Gloria era llevada a los restaurantes locales para decidir si ese día se venderían papas fritas de pollo; se le daban dos cuencos con la etiqueta «sí» y «no» y, en función del cuenco del que comiera, decidía si ese día se vendería el producto. La gallina Gloria tenía su propio camión con su propio gallinero diseñado a medida. La gira se acompañó de una presencia en las redes sociales con los hashtags #RandomGloria y #ChickenFries. Además, cada uno de los eventos se retransmitía en directo en la página web del producto, que también incluía otros datos como la biografía de Gloria, un mapa de los próximos eventos y enlaces a sitios web corporativos. La gira de Gloria suscitó la ira de la organización de defensa de los derechos de los animales PETA. El grupo respondió inicialmente a la promoción con un tuit de una sola palabra, «DESPRECIABLE», con el seguimiento «@BurgerKing obligando a una gallina a decidir si sus amigos se convierten en #ChickenFries». PETA declaró que el concepto de la gira les dejó boquiabiertos por la crueldad percibida.

### Controversias
Insinuaciones sexuales
Los anuncios de Coq Roq producidos por CP+B siguieron una pauta de controversia para la empresa, ya que anuncios anteriores producidos por CP+B habían sido objeto de críticas por insinuaciones sexuales percibidas o manifiestas. Un ejemplo anterior de este tipo de anuncios fue la promoción de una versión LTO del sándwich TenderCrisp de Burger King, en la que aparecía Darius Rucker en un anuncio cantando una variante del jingle Have It Your Way de Burger King que incluía una línea sobre «un tren de señoras con un bonito furgón de cola», donde furgón de cola no se refería al último vagón de un tren, sino a las nalgas de las actrices que aparecían en el anuncio.  En este caso, los grupos de interés público se quejaron del doble sentido y de las insinuaciones sexuales que aparecían en el sitio web de Coq Roq. En una sección de la web aparecían fotos de mujeres con poca ropa que posaban como groupies del grupo, con comentarios como «a las groupies les encanta Coq» y «a las groupies les encanta Coq». Las protestas del público por las insinuaciones sexuales de los comentarios obligaron a BK a pedir a CB+P que cambiara el contenido por otro más apropiado para un restaurante familiar.
Demanda contra Slipknot
En agosto de 2005, CP+B y Burger King se convirtieron en el blanco de los abogados de la banda Slipknot, que alegaron que los roqueros con máscaras de gallo eran una copia descarada del estilo de la banda. La banda alegó que CP+B se había puesto en contacto con la compañía discográfica de Slipknot, Roadrunner Records, con una oferta para aparecer en otro anuncio para Burger King. La banda declinó la oferta alegando que no querían que se les asociara con una cadena de hamburgueserías y que consideraban que los anuncios de Coq Roq estaban cooptando deliberadamente la imagen y el estilo característicos de la banda con el fin de influir en sus fans para que compraran los productos de la cadena. El grupo envió una carta de cese y desistimiento a CP+B y BK solicitando la retirada de los anuncios. Cuando ambas partes se negaron, el grupo interpuso una demanda por una cantidad no revelada.
CP+B y Burger King presentaron entonces una contrademanda contra Slipknot, afirmando que el grupo Coq Roq era ficticio, que visual y musicalmente se parecía muy poco al estilo de Slipknot y que, en el mejor de los casos, era una parodia general de grupos de heavy metal que llevan máscaras o intentan conseguir un efecto similar al de una máscara, como Mushroomhead, KISS o GWAR. En la contrademanda se mencionaba en parte la idea de que Slipknot era una parodia de los propios grupos, y se citaba el ejemplo concreto de Mushroomhead, que llevaban máscaras y monos casi idénticos y llevaban tocando varios años antes de que se formara Slipknot, por no hablar de su popularidad. Ambas demandas fueron retiradas y Burger King puso fin a la campaña poco después.

### Vínculos
Como producto vinculado a la temporada 2005-2006 de la NFL, Burger King introdujo un paquete de fiesta de 36 piezas como oferta por tiempo limitado. Esta promoción era más general y presentaba a la mascota de BK, el Burger King, superpuesta digitalmente en imágenes de un partido de la NFL para que pareciera que participaba en el juego. Algunos de los jugadores a los que sustituyó el Rey fueron Steve Young, Deion Sanders y Moe Williams. También se le ha representado realizando el salto Lambeau y arrojando Gatorade sobre la cabeza del antiguo entrenador de los Miami Dolphins , Don Shula. El envase primario se modificó para incluir el logotipo de la NFL; el envase de fiesta, diseñado para imitar la textura de un balón de fútbol, incluía el logotipo de la NFL y un comentario humorístico en la línea de los que se encontraban en los envases de BK en aquella época.
Durante el verano de 2006, BK introdujo el tamaño de 12 piezas como producto vinculado a la NASCAR y a su nuevo patrocinio de un equipo de la NASCAR. La promoción formaba parte del nuevo acuerdo de patrocinio de la empresa con la NASCAR y el nuevo equipo de carreras BK/MichaelWaltrip Racing con el número 00 del coche de Waltrip. Se produjeron varios anuncios de televisión en los que aparecían las papas fritas de pollo BK  y el equipo de carreras de Waltrip con un miembro ficticio del equipo de boxes, el servidor de pollos.
En 2007, Burger King lanzó otro producto relacionado con un programa de Nickelodeon, Bob Esponja. De nuevo se modificó la caja, esta vez para que su diseño se pareciera al del personaje Bob Esponja. Las promociones posteriores en las tiendas de EE. UU. han instado a los clientes a añadir una porción de seis piezas a su comida como opción de tentempié.

## Nombres y marcas registradas
El nombre «BK Chicken Fries» (Papas Fritas de Pollo) no está registrado como marca comercial en los mercados en los que se vende el producto (Estados Unidos, Canadá, Reino Unido y Europa); sin embargo, la inicial «BK» es una marca comercial de Burger King Holdings y se muestra con el símbolo ® en Estados Unidos, Europa y Nueva Zelanda. El término «chicken fries» ha sido registrado como marca comercial en Estados Unidos varias veces, pero nunca por Burger King. ¡En Canadá, «chicken fries» era propiedad de Yum! Brands, pero su registro fue eliminado de los registros.